# Pharaoh (репер)
Гліб Геннадійович Голýбін (рос. Глеб Геннадьевич Голубин; нар. 30 січня 1996 року, Москва, Росія) — російський реп-виконавець, відомий під псевдонімом Фараон (англ. Pharaoh), колишній учасник гуртів Grindhouse і YungRussia, лідер творчого об'єднання Dead Dynasty.

## Біографія
У віці 6 років почав займатися футболом, до 13 років виступав за дитячі клуби «Локомотив», «ЦСКА» та «Динамо». У 2002—2013 роках навчався в гімназії № 1409; 2017 року закінчив факультет журналістики МДУ.
На його музичні смаки вплинула музика гурту Rammstein, реперів Снуп Догга та T.I. Улюбленими виконавцями називав Курта Кобейна, Мерілін Менсон та Кіда Каді. Першу власну музику записав на студії друзів.

### 2014—2015— Уаджет, Phlora та Dolor
Протягом деякого часу Pharaoh входив до складу музичного колективу Grindhouse. Першою записаною піснею Гліба став трек «Cadillac», створений на студії його друзів наприкінці 2013 року. Перший успіх прийшов до музиканта після того, як у лютому 2014 року світ побачив кліп на пісню «Ничего не изменилось», а згодом також мікстейп «Уаджет». У серпні 2014 року вийшов його другий мікстейп, який отримав назву «Phlora»
31 липня 2015 року вийшов мікстейп Dolor (лат. — «біль»), а 18 жовтня того ж року світ побачив мікстейп «Rage Mode (Rare Action)», створений у співавторстві з i61, учасника уфимського об'єднання Dopeclvb. Нова хвиля популярності прийшла до нього в середині-кінці 2015 року, коли в інтернеті почались активні обговорення його кліпів на сингли «Black Siemens» і «Champagne Squirt». До свого видалення, кліп «Black Siemens» встиг набрати близько 10 мільйонів переглядів на Ютюбі, а головні слова з приспіву пісні — «Скр-скр-скр» — стають своєрідним інтернет-мемом та привертають увагу соціальних медіа. Pharaoh так пояснює значення цього виразу: «„Скер“ — це звук, який видавав Брюс Лі під час виконання прийомів».

### 2016—2017— Phosphor, Cake Factory, Pink Phloyd
У квітні 2016 року вийшов сингл Phosphor, який слугував анонсом для майбутнього однойменного мікстейпу. У травні світ побачив другий сингл — «Давай останемся дома». Мікстейп Phosphor вийшов 13 липня 2016 року.
30 вересня 2016 року відбувся реліз міні-альбому «Кондитерская», створений у співпраці з репером ЛСП. Спільному міні-альбому, який складається з шести пісень, передував трек «Кекс», який вийшов раніше.

### 2017— Pink Phloyd
8 липня 2017 року світ побачив п'ятий сольний мікстейп Фараона під назвою Pink Phloyd, куди ввійшло 14 пісень та 1 бонус-трек (ремікс пісні «Порнозвезда» з міні-альбому «Кондитерская»). На 2018 рік заплановано вихід нового альбому, який матиме назву «REDЯUM».

### 2018—2019— Redrum, Phuneral
3 лютого 2018 року Гліб анонсував новий альбом на своїй сторінці у Твіттері, опублікувавши зображення з видряпаним на дверях словом «REDRUM» і підписом «??.??.2018». Саме зображення — кадр з культового фільму «Сяйво». Напис на дверях — перевернуте слово MURDER, з англійської мови — «вбивство». Мікстейп «REDЯUM (DULLBOY EP)» вийшов 14 квітня того ж року.
24 серпня того ж року Гліб випустив альбом під назвою «Phuneral». В альбом увійшло 15 треків, трек «Солярис» з Сергієм Шнуровим.

### 2020— наш час
27 березня 2020 року випустив альбом «Правило» з 13 треків.
19 березня 2021 офіційно з'явився новий альбом «Million Dollar Depression»
25 листопада 2022 випустив «Philarmonia».
18 серпня 2023 випустив «Phrequency».
25 квітня 2025 випустив "10:13".

## Дискографія

### Альбоми
- 2014 — Уаджет
- 2014 — Phlora
- 2015 — Dolor
- 2016 — Phosphor
- 2017 — Pink Phloyd
- 2018 — Phuneral
- 2020 — Правило
- 2021 — Million Dollar Depression
- 2022 — Philarmonia
- 2023 — Phrequency
- 2025 —"10:13"

### Міні-альбоми
- 2015 — Paywall (разом із Boulevard Depo)
- 2015 — Rage Mode (Rare Action) (з i61)
- 2016 — Плакшери (разом із Boulevard Depo)
- 2016 — Кондитерская (разом із ЛСП)
- 2018 — REDЯUM (DULLBOY EP)

### Відеографія
- 2014 — 2002
- 2014 — Ничего не изменилось
- 2014 — В Зоне
- 2014 — Боги хранят злодеев (разом з Superior.Cat.Proteus)
- 2015 — Black Siemens
- 2015 — Champagne Squirt (разом з Boulevard Depo)
- 2015 — Идол
- 2015 — Liquid Death
- 2015 — Rustrell (разом з Acid Drop King)
- 2015 — 1-800-SIEMENSIXONE (разом із i61)
- 2016 — Фосфор
- 2016 — Давай останемся дома
- 2016 — 5 минут назад (разом з Boulevard Depo)
- 2017 — Дико, например
- 2017 — Chainsaw (разом з Jeembo)
- 2017 — Глушитель (разом з Lil Morty)
- 2017 — Я помню, как мы сожгли письма у канала
- 2018 — ЛАЛЛИПАП
- 2018 — Не по пути (разом з Mishaal)
- 2020 — Всему Своё Время
- 2023 — Соната Ей